# Silvia Federici
Silvia Federici (Parma, 1942) é uma filósofa contemporânea, professora e feminista autonomista italiana radicada nos Estados Unidos. 
Ela foi nos anos 1970 uma das pioneiras nas campanhas que reivindicavam salário para o trabalho doméstico. É autora dos livros: Calibã e a bruxa: mulheres, corpo e acumulação primitiva (2004), O ponto zero da revolução: trabalho doméstico, reprodução e lutas feministas (2013), Mulheres e caça às bruxas: da Idade Média aos dias atuais (2018) e O patriarcado do salário: notas sobre Marx, gênero e feminismo (v.1) (2020). Atualmente é professora emérita da Universidade Hofstra em Nova York.

## Percurso
Silvia cresceu em Itália e se mudou para os Estados Unidos em 1967 para estudar Filosofia na Universidade de Buffalo, em Nova Iorque.
Em 1972, Federici participou na fundação do Coletivo Feminista Internacional (International Feminist Collective), organização que lançou a campanha internacional Wages For Housework (WFH) a favor do salário para o trabalho doméstico. Com outros membros da organização, como Mariarosa Dalla Costa e Selma James, e com outras autoras feministas como Maria Mies e Vandana Shiva, Federici tem sido instrumental no desenvolvimento do conceito teórico da reprodução sexual como uma chave para estudar as relações de classe, de exploração e dominação em contextos locais e globais, bem como no centro das formas de autonomia e dos bens comuns.
Durante os anos 80 deu aulas na Universidade de Port Harcourt em Nigéria, onde acompanhou a organização feminista Women in Nigeria, e posteriormente incorporou-se como professora de filosofia política e estudos internacionais no New College da Universidade Hofstra, onde é professora emérita e Teaching Fellow.  Na mesma época foi cofundadora do Committee for Academic Freedom in Africa, organização dedicada ao apoio das lutas de estudantes e docentes em África contra os ajustes estruturais das economias de África e os Sistemas Educativos. Também é membro da associação Midnight Notes Collective.
Na Nigéria, pôde ainda presenciar a implementação de uma série de "ajustes estruturais" no território africano patrocinados pelo Fundo Monetário Internacional (FMI) e pelo Banco Mundial, o que influenciou o seu trabalho e a levou a desempenhar um importante papel nos protestos durante os anos 1990 contra esses ajustes.
Em 2014, depois de quase três décadas de pesquisa, Silvia publicou seu livro Calibã e a bruxa: a mulher, o corpo e a acumulação primitiva, nos Estados Unidos pela editora Autonomedia. Desde então, Calibã e a Bruxa foi publicado no Brasil e Portugal, bem como na Espanha, México, Argentina, Áustria, Equador e França.

## Filosofia
Seu principal tema de pesquisa é o trabalho doméstico. Ela não se identifica como uma filósofa marxista porque diz usar seu trabalho naquilo que é útil e ao mesmo tempo de maneira crítica. Ela se define como uma feminista anticapitalista. 
Em seus trabalhos, ela analisa o capitalismo e as relações entre o trabalho assalariado e o trabalho reprodutivo sob uma perspectiva crítica de que o corpo das mulheres é a última fronteira do capitalismo.
Silvia denuncia também a intervenção da Organização das Nações Unidas (ONU) na agenda feminista e acusa a organização de usar o feminismo (no que ela chama de "feminismo de Estado") para promover o neoliberalismo e para contrarrestar o potencial subversivo que tinha o movimento de mulheres em termos, por exemplo, de luta contra a divisão sexual do trabalho e contra todos os mecanismos de exploração.

Sobre "feminismo de Estado" ela define:
"Ele foi criado artificialmente, principalmente pelas Nações Unidas, com conferências globais sobre mulheres a partir da metade da década de 70. É um projeto que tem dois objetivos: primeiro, domesticar o feminismo, eliminar seus aspectos mais subversivos, que focam nas mudanças sociais, para manter o mesmo sistema social e econômico. Segundo, vender a emancipação, fazer da mulher uma força de trabalho barata na economia global. Esse tem sido um grande projeto, desde os anos 70, quando o capitalismo enfrentou uma forte crise econômica e política: nos abrir a porta para trabalhos assalariados de níveis mais baixos, precarizados, sem benefícios reais, sem segurança. Isso serviu para passar uma falsa imagem de emancipação às mulheres."

### Calibã e a Bruxa
A pesquisa que deu origem ao livro começa com o objetivo original de 
"demonstrar, a partir de uma análise histórica, que a discriminação contra as mulheres na sociedade capitalista não é o legado de um mundo pré-moderno, mas sim uma formação do capitalismo, construída sobre diferenças sexuais existentes e reconstruída para cumprir novas funções sociais. Esse ponto foi importante, no contexto da política feminista dos anos 1970, como contraponto à teoria marxista-leninista (...) o trabalho doméstico não remunerado das mulheres tem sido um dos principais pilares da produção capitalista, ao ser o trabalho que produz a força de trabalho. Argumentamos ainda que nossa subordinação aos homens no capitalismo foi causada por nossa não remuneração, e não pela natureza “improdutiva” do trabalho doméstico, e que a dominação masculina é baseada no poder que o salário confere aos homens.". 
Para tal, a autora argumenta contra a teoria da acumulação primitiva de Karl Marx. Para Marx a acumulação primitiva era precursora do capitalismo, para Federici a acumulação primitiva é uma característica fundamental e básica do capitalismo já que o capitalismo, com o fim de perpetuar-se, requer de uma entrada constante de capital expropiado. Em suas recentes apresentações públicas Federici, que poderia se qualificar como uma historiadora marxista-feminista do trabalho, tem sustentado seu apoio ao reconhecimento do trabalho doméstico, o trabalho sexual e especialmente, a luta pelos comuns.
No capitalismo, existe uma organização do trabalho que tem duas vertentes: os homens e agora também algumas mulheres desenvolvem a produção de mercadorias e as mulheres levam a cabo a produção da força de trabalho para o mercado. A discriminação vem do fato de que este trabalho não é pago. O trabalhador masculino tem verdadeiro poder social, por muito limitado que seja, como cobra um salário e que seu trabalho está reconhecido. Mas a realidade é que, se observamos o capitalismo através do trabalho assalariado, que inclui trabalho assalariado e trabalho não assalariado, veremos como a relação salarial é bem mais complexa que se só temos em conta o trabalho assalariado, já que o trabalho assalariado inclui também mecanismos de exclusão; inclui, como de facto diz Marx, mecanismos para a extracção de trabalho não assalariado. Marx teria deixado de fora de sua pesquisa o trabalho reprodutivo (a reprodução de seres humanos), que é tão importante e necessária para o capitalismo. Federici relaciona esta expropriação com o trabalho reprodutivo e não remunerado que realizam as mulheres e com a reprodução, chave para o surgimento de uma economia capitalista baseada no trabalho assalariado. Em relação com isto, descreve a luta histórica pelos bens comuns e a luta pelo comunalismo. Em lugar de ver ao capitalismo como um triunfo liberador do feudalismo, Federici interpreta a ascensão do capitalismo como um movimento reacionário para eliminar o comunalismo e manter o contrato social básico tradicional.

A autora situa a institucionalização da violação bem como os processos, torturas e queimas das hereges e  a caça de bruxas, no centro de uma subjugação metódica das mulheres e a apropriação de sua força de trabalho. Isto está unido à expropriação colonial e proporciona um marco para o entendimento do labor do Fundo Monetário Internacional o Banco Mundial e outras instituições que promovem ativamente e participação num novo ciclo de acumulação primitiva, pela qual todos os bens comuns como o água, as sementes, inclusive nosso código genético estão a ser privatizados no que equivale a uma nova rodada de apropriação de bens básicos relacionados com a sobrevivência.
"A tarefa que Calibã e a bruxa se propôs realizar foi a de escrever a história esquecida das “mulheres” e da reprodução na “transição” para o capitalismo. Entretanto, o livro não é um apêndice ao relato de Marx sobre a acumulação primitiva. Como eu estava por descobrir, analisar o capitalismo do ponto de vista da reprodução da vida e da força de trabalho significava repensar todo o processo de sua formação. É por isso que, além de revisitar a caça às bruxas dos séculos xvi e xvii, a ascensão da família nuclear e a apropriação estatal da capacidade reprodutiva das mulheres, Calibã e a bruxa também estuda a colonização da América, a expulsão do campesinato europeu dos seus “bens comuns” e o processo pelo qual o corpo proletário foi transformado em uma máquina de trabalho. De fato, uma das principais contribuições de Calibã e a bruxa para a história das transformações na reprodução da vida e na força de trabalho durante a “transição para o capitalismo” é que o livro reúne análises sociais, políticas e filosóficas que geralmente são separadas por linhas disciplinares." 

## Obra

### Livros em português
- Calibã e a bruxa (2017) ISBN 978-85-93115-03-5
- Mulheres e caça às bruxas (2019) ISBN 978-85-7559-725-5
- O ponto zero da revolução (2019) ISBN 978-85-93115-26-4
- O patriarcado do salário: notas sobre Marx, gênero e feminismo (v.1) (2021) ISBN 978-65-5717-054-0